# Alexander Gauland
Alexander Eberhardt Gauland, né le 20 février 1941 à Chemnitz, est un homme politique allemand, dirigeant de l'Alternative pour l'Allemagne (AfD).

## Biographie

### Origine et études
Alexander Gauland naît le 20 février 1941 à Chemnitz. Il est le fils d'Alexander Gauland, lieutenant-colonel de la Schutzpolizei, qui avait servi le royaume de Saxe à Dresde et commandé la forteresse de Königstein, en Suisse saxonne, avant de prendre sa retraite à Chemnitz en 1936. Son prénom lui a été donné en souvenir du tsar Alexandre Ier,,. La famille Gauland est d'origine française (huguenote),.
Il grandit dans un milieu de patriciens du district de Kaßberg, près du centre-ville, et étudie à l'André-Schule puis à la Goethe-Oberschule. Après l'obtention de l'abitur en 1959, il entre à l'Erweiterten Oberschule (EOS) « Friedrich Engels » (actuel Karl-Schmidt-Rottluff-Gymnasium) de Karl-Marx-Stadt (le nouveau nom de Chemnitz). Toutefois, la poursuite de ses études lui étant interdite en RDA, il s'évade en RFA. À son arrivée à l'Ouest, il est placé dans le camp de transit des réfugiés de Berlin-Marienfelde, puis au centre d'accueil initial des réfugiés de Hesse, à Giessen.
Après avoir obtenu l'équivalence de son abitur à Darmstadt en 1960, il étudie l'histoire, la science politique et la jurisprudence à l'université de Marbourg et de Giessen. À Marbourg, il adhère au Ring Christlich-Demokratischer Studenten et succède à Walter Wallmann à la tête de l'assemblée générale des étudiants. En 1970, il soutient une thèse sur « le principe de légitimité dans la pratique de l'État depuis le congrès de Vienne » à la faculté de droit et de science politique de l'université de Marbourg, sous la direction de Gerhard Hoffmann.

### Carrière politique
Il travaille à l'Office de presse et d'information du Gouvernement fédéral de 1970-1972, avant d'occuper les fonctions d'attaché de presse au Consulat général d'Allemagne à Édimbourg, en Écosse, de 1974 à 1975, puis pour le groupe CDU/CSU au Bundestag, à Bonn. Là, il rencontre son futur mentor Walter Wallmann, alors président du groupe. Après la nomination de Wallmann au poste de coordinateur du groupe, Gauland, qui a rejoint la CDU en 1973, devient son secrétaire personnel.
En raison des bons résultats de la CDU de Hesse aux élections municipales de 1977, il accompagne Wallmann au Römer, l'hôtel de ville de Francfort-sur-le-Main, où il occupe les fonctions de secrétaire personnel, de plume et de chef de cabinet du maire,. Dans le cadre de ces fonctions, il organise l'installation de boat-people vietnamiens dans la métropole de la Hesse. En 1986, il suit Wallmann à Bonn quand celui-ci est nommé ministre fédéral de l'Environnement, de la Protection de la Nature et de la Sécurité nucléaire dans le cabinet Kohl II, avant de rejoindre le ministère fédéral de l'Intérieur.
Après la victoire de la CDU aux élections du land de Hesse en 1987, il devient secrétaire d'État à la tête de la Chancellerie d'État de Hesse au sein du cabinet Wallmann, à Wiesbaden. Lors de la mise en œuvre du programme Hesse-Thuringe, un programme d'investissement pour la reconstruction de l'Est, il prend la charge d'un groupe de travail du cabinetoù figurent les Secrétaires d'État Dieter Posch (FDP) et Claus Demke (CDU).
Classé, avec Hans-Joachim Schoeps et Günter Rohrmoser, parmi les conservateurs de la CDU, il critique l'évolution de son parti, sous le gouvernement d'Angela Merkel, avant de le quitter en mars 2013.
Lors du congrès fédéral de l'AfD, organisé à Hanovre les 2 et 3 décembre 2017, il est élu porte-parole du parti après un vote confus et le désistement de Georg Pazderski et de Doris von Sayn-Wittgenstein (de).

#### Positionnement politique
Partisan d'une ligne à la fois conservatrice sur le plan sociétal et libérale sur le plan économique, il cofonde l’« Alternative pour les élections 2013 » afin de s'opposer à l'idée d'un plan d'aide à la Grèce, alors plongée dans la crise économique. Le mouvement devient rapidement l’AfD. Dans le contexte de la crise migratoire européenne, il réclame la fermeture des frontières de l’Allemagne et de l’Union européenne, visant en particulier les musulmans.
En vue des élections fédérales de 2017, il conduit l'AfD, en tandem avec Alice Weidel. Pendant la campagne, il défend le droit d'être « fier des performances des soldats allemands durant les deux guerres mondiales » (en allemand, « zwei Weltkriegen »), traduits de manière erronée dans la presse française par « fier des performances des soldats allemands durant la Seconde Guerre mondiale » (en allemand, « Zweiter Weltkrieg »). Il appelle également à se « débarrasser en Anatolie » d’Aydan Özoğuz, secrétaire d’État à l’Intégration, dirigeante sociale-démocrate d’origine turque, à cause de ses propos sur la culture allemande.
Le Monde relève que « même s’il n’appartient pas à la frange la plus extrême de l’AfD, M. Gauland est apprécié de celle-ci. Élu du Brandebourg, il passe pour un défenseur de cette AfD de l’ex-Allemagne de l’Est, dont les représentants sont souvent beaucoup plus radicaux que ceux de l’Ouest ».

### Soupçons de fraude fiscale
Des logements lui appartenant sont perquisitionnés en janvier 2020 après la levée de son immunité parlementaire par la Chambre des députés en raison de soupçons de fraude fiscale.